# لولو فيراري
لولو فيراري (9 فبراير 1963- 5 مارس 2000)، راقصة وممثلة ومغنية فرنسية توصف بأنها "المرأة صاحبة أكبر ثدي في العالم".
دخلت الشهرة العالمية في عام 1995، وظهرت في كتاب غينيس للأرقام القياسية الفرنسية في عامي 1996 و1999. واعتبرت وفاتها في عام 2000 انتحارا، ولكن ظلت الشكوك قائمة في أن زوجها ربما كان متورطا، على الرغم من تبرئته رسميا في عام 2007.

## حياتها
ولدت لولو فيراري يوم 9 فبراير 1963 في مدينة كليرمون فيران بإقليم بوى دي دوم في فرنسا ؛ وفي عام 1980 وبعمر 17 سنة عملت كعارضة تعري .
في سنة 1988 تزوجت لولو من تاجر مخدرات فرنسي اسمه إيريك ڤيجن وكان وقتها قد خرج من السجن ؛ ليبدأ بإدارة أعمالها كعارضة تعري، بعد ذلك قام بفتح بيت دعارة من أجل إستغلال جمالها وكسب الكثير من ورائها، لكن تم القبض عليهما من قِبل الشرطة بسبب هذا العمل .
في عام 1990 بدأت لولو بإجراء عمليات تكبير لثدي عن طريق حقنهم بمادة السيليكون ، لأن زوجها كان يريد بأن ثديها كبيرة وممتلئ . وبالفعل زاد حجم ثديها 22 ضعف حجمهم الطبيعي إلى أن أصبح وزن كلتا ثديها 2.8 كيلو جرام مما جعلها تدخل موسوعة جينيس باعتبارها صاحبة أكبر ثدي في العالم .
المعضلة في الأمر أن لولو لم تكن سعيدةً إطلاقاً بشكل جسمها الذي كرهته، وبأنها تتمنى الموت وقد صرحت بهذا الكلام بمقابلة صحفية لها مما دعى الأطباء النفسيين إلى تفسير تصرفاتها هذه بأنها تعاني من مرض نفسي يسمى (اضطراب التشوه الجسمي).
عام 1995 دخلت لولو في مجال الإباحية ومثلت 9 أفلام إباحية .

## وفاتها
في صباح يوم 5 مارس 2000، عثر زوجها على فيراري ميتة لأسباب غير محددة عن عمر يناهز 37 عامًا في منزلها في غراس في مقاطعة ألب ماريتيم على الريفييرا الفرنسية. وخلص تشريح الجثة الأولي إلى أنها ماتت بسبب جرعة زائدة من مضادات الاكتئاب والمهدئات. وعزوها إلى الانتحار بسبب اكتئابها. اشتبه والداها في تورط زوجها، وتمت الموافقة على تشريح الجثة مرة أخرى بعد عامين. وجد التشريح الثاني للجثة أنه لا يمكن استبعاد الاختناق الناتج ميكانيكيًا. اتُهم زوجها في البداية بالتسبب في وفاتها، وقبض عليه وقضى 13 شهرًا في السجن. وبعد إجراء تحليل طبي ثانٍ، تمت تبرئته أخيرًا من التهم في عام 2007.

## روابط خارجية
- لولو فيراري على موقع IMDb (الإنجليزية)
- لولو فيراري على موقع ألو سيني (الفرنسية)
- لولو فيراري على موقع ميوزك برينز (الإنجليزية)
- لولو فيراري على موقع أول موفي (الإنجليزية)
- لولو فيراري على موقع إن إن دي بي (الإنجليزية)
- لولو فيراري على موقع ديسكوغز (الإنجليزية)
- لولو فيراري على موقع قاعدة بيانات الفيلم (الإنجليزية)
- لولو فيراري على موقع ليتربوكسد (الإنجليزية)
- لولو فيراري على موقع كينوبويسك (الروسية)